# Casirati
Casirati è un cognome di lingua italiana.

## Varianti
Il cognome non presenta varianti.

## Origine e diffusione
Il cognome è tipicamente lombardo.
Potrebbe derivare da un toponimo quali Casirate Olona e Casirate d'Adda; è affine al cognome Casa.